# Обсада на Никея (1113)
Вижте пояснителната страница за други значения на Обсада на Никея.
Трета обсада на Никея се състои през 1113 г. и е част от продължилия близо три века военен конфликт между Източната римска империя и селджукските турски държави. Сблъсъкът е пряка последица от опитите на селджуките да си възстановят пълния контрол над Мала Азия, загубен след Кръстносния поход от 1096 г.. Византийските войски удържат на атаките на тюрките и запазват властта си над един от най-важните градове на Империята.